# Brucker Hochanger
Brucker Hochanger är ett berg i Österrike.   Det ligger i distriktet Bruck-Mürzzuschlag och förbundslandet Steiermark, i den östra delen av landet, 120 km sydväst om huvudstaden Wien. Toppen på Brucker Hochanger är 1 304 meter över havet.